# Bridgestone Open
Bridgestone Open (ブリヂストンオープンゴルフトーナメント Burijisuton ōpun gorufu tōnamento) är en professionell golftävling på den japanska golftouren. Tävlingen spelades första gången 1972 på Mitsukaido Golf Club, för att året därpå, 1973, flytta till Tokyo Yomiuri Country Club. Sedan 1974 har tävlingen spelats på Sodegaura Country Club i Chiba. Golfbanan är 6 510 meter lång och har par 71.
Tävlingens lägsta vinnarresultat är 265 slag (-23 under par), vilket gjordes 2010 av Yuta Ikeda. Vinnaren av tävlingen ges en inbjudan till nästa upplaga av WGC Bridgestone Invitational.  
2015 var den totala prissumman 150 000 000 ¥ varav 30 000 000 ¥ gick till vinnaren.

## Vinnare
| År   | Spelare               | Nationalitet |
| ---- | --------------------- | ------------ |
| 2017 |                       |              |
| 2016 | Satoshi Kodaira       | Japan        |
| 2015 | Michio Matsumura      | Japan        |
| 2014 | Koumei Oda            | Japan        |
| 2013 | Daisuke Maruyama      | Japan        |
| 2012 | Toru Taniguchi (3)    | Japan        |
| 2011 | Toru Taniguchi (2)    | Japan        |
| 2010 | Yuta Ikeda (2)        | Japan        |
| 2009 | Yuta Ikeda            | Japan        |
| 2008 | Azuma Yano            | Japan        |
| 2007 | Shingo Katayama       | Japan        |
| 2006 | Taichi Teshima        | Japan        |
| 2005 | David Smail           | Nya Zeeland  |
| 2004 | Toru Taniguchi        | Japan        |
| 2003 | Naomichi Ozaki        | Japan        |
| 2002 | Scott Laycock         | Australien   |
| 2001 | Toshimitsu Izawa      | Japan        |
| 2000 | Nobuhito Sato (2)     | Japan        |
| 1999 | Shigeki Maruyama (3)  | Japan        |
| 1998 | Nobuhito Sato         | Japan        |
| 1997 | Masashi Ozaki (2)     | Japan        |
| 1996 | Shigeki Maruyama (2)  | Japan        |
| 1995 | Shigeki Maruyama      | Japan        |
| 1994 | Brian Watts           | Kanada       |
| 1993 | Ikuo Shirahama        | Japan        |
| 1992 | Masahiro Kuramoto (3) | Japan        |
| 1991 | Isao Aoki             | Japan        |
| 1990 | Saburo Fujiki         | Japan        |
| 1989 | Roger Mackay          | Australien   |
| 1988 | Masashi Ozaki         | Japan        |
| 1987 | David Ishii           | Japan        |
| 1986 | Tateo Ozaki           | Japan        |
| 1985 | Masahiro Kuramoto (2) | Japan        |
| 1984 | Masahiro Kuramoto     | Japan        |
| 1983 | Eitaro Deguchi        | Japan        |
| 1982 | Hsieh Min-Nan (2)     | Taiwan       |
| 1981 | Hale Irwin            | USA          |
| 1980 | Bob Gilder            | USA          |
| 1979 | Lanny Wadkins         | USA          |
| 1978 | Hiroshi Ishii (2)     | Japan        |
| 1977 | Fujio Kobayashi       | Japan        |
| 1976 | Takashi Murakami      | Japan        |
| 1975 | Yoshitaka Yamamoto    | Japan        |
| 1974 | Graham Marsh          | Australien   |
| 1973 | Hiroshi Ishii         | Japan        |
| 1972 | Hsieh Min-Nan         | Taiwan       |